# Artaszumara
Artaszumara – pretendent do tronu w huryckim królestwie Mitanni lub na krótko jego władca. Okres jego panowania był krótki (prawdopodobnie 1385 p.n.e. - 1380 p.n.e.) lub w ogóle nie miał miejsca, gdyż Artaszumara został zamordowany. Władzę po nim objął brat, Tuszratta.